# Real Clothes
《Real Clothes》（日语：リアル・クローズ），為日本漫畫家槙村的漫畫作品。2008年以「時尚女王」（リアル・クローズ）為題，改編為電視劇。

## 概要
《YOU》（集英社）於2006年起連載。描寫百貨公司女裝部的女性銷售員，為了為顧客提供耀眼的服裝與談戀愛努力認真工作的故事。單行本目前為止已發行9卷（集英社。2010年2月19日現在）

## 故事情節
在越前百貨寢具賣場工作的天野絹惠，某天被調動到女裝賣場。為了工作與談戀愛，磨練自己內在的絹惠，對美麗的外表妝飾漠不關心。
但是，女裝部部長神保美姬，撂下一句「如果穿著無趣的衣服，連人生也會變得無趣」。絹惠在新的工作崗位，與顧客、上司、同事接觸時，屢屢碰壁。

## 電視劇
關西電視台企畫·製作，由富士電視台聯播網（宮崎電視台除外）於2008年9月16日（星期二）22:00 - 23:34（JST）播出，由香里奈主演。收視率12.8%
2009年10月13日起至12月22日止，每周星期二的22:00 - 22:54（JST），改編為連續劇播出。連續劇版非特別版的續集，重新從最剛開始描述。第一集於22:10 - 23:14播出。連續劇版的廣告標語為「人的內在會形之於外，從外表就可以判斷一個人」。
本劇為能瀨三姊妹（香里奈、英令奈、能世安奈）第一次共同演出，也擔任節目宣傳。三姊妹於東京Girls Collection登場時，黑木瞳以神秘嘉賓身分現身，為節目進行宣傳。
電視劇版中，明石家秋刀魚·大竹忍的女兒IMALU，以香里奈妹妹的角色出道。
同時，正篇演員所著之衣裝與飾品都能從購物網站購得。

### 特別劇

#### 演員陣容
- 天野 絹惠 - 香里奈

主角，越前屋百貨的女性銷售員。進入公司第3年，25歲。營業5部的寢具賣場主管，不過被調動到女裝部的女裝3部（電視劇為女裝3課）。被分配到女裝賣場。
- 神保 美姬 - 黑木瞳

越前屋百貨的女裝部部長。絹惠的上司。把工作視為生存的意義，每日工作時間多達15個小時。討厭辯解，辯解的人馬上會被降職。主見是「如果穿著無趣的衣服，連人生也會變得無趣」，口頭禪是「結構（日語）。」。
- 山內 達也 - 高岡蒼甫

絹惠的男朋友。汽車經銷商的銷售員。
- 田淵 優作 - 西島秀俊

美姬的部下，首席採購。（電視劇版改為首席採購，女裝3課的課長。）
- 佐佐木 凌 - 加藤夏希

絹惠的對手。年親的女裝部賣場外聘員工。
- 木村 瑞穗 - 能世安奈

美姬的首席助理。美姬的右腕。
- 榎本  - 英令奈

美姬的第二助理。
- 森 奈津子 - 蘆名星

絹惠寢具賣場的同事。
- 花田 瞳 - 南明奈

絹惠寢具賣場的晚輩。
- 日比谷  - 伊藤裕子（日语：伊藤裕子）

手工品牌「飛貓舍」的設計師。
- 林 陽子 - 真野裕子（日语：眞野裕子）

女裝賣場的主任。
- 星野  - 久保田磨希（日语：久保田磨希）

女裝部賣場的銷售員。SML姊妹的「L」。
- 坂野  - 前原繪理（日语：前原エリ）

女裝部賣場的銷售員。SML姊妹的「M」
- 矢野  - 福田萌（日语：福田萌）

女裝部賣場的銷售員。SML姊妹的「S」
- 田原 梨香 - 理繪

美姬的助手。連續劇版為商品部的助理採購。
- 福田 - 篠井英介（日语：篠井英介）
- 部長 - 佐藤二朗
- 上野 - 久世星佳
- 本鄉會長 - 西岡徳馬（日语：西岡徳馬）（特別演出）

| 其他 - 桑波田理惠（桑波田小原） - 陽乃 - 吉本菜穗子 - 町田マリー - 山野海 - 高嶋宏行 - 美月 - 森瞳（Kitchen Park） - 香澄（Cherry ☆ Pie） - 美穗（Cherry ☆ Pie） - 彌香 - 安田良子 | - 汐見由香理 - 樋口沙夜 - 坂本りおん - 石岡剛 - MARILIA - DIANA TIMOFEEVA - DIANA KANDYBA - 亞弓 - 龜山繪里子 |

#### 工作人員
- 編劇 - 大島里美
- 導演 - 白木啓一郎（關西電視台）
- 製作人 - 重松圭一·小寺健太（關西電視台）、平部隆明（The Farm）
- 音樂 - 野崎良太（Jazztronik）
- 主題曲 - 坂詰美紗子
- 製作 - 關西電視台、The Farm

### 連續劇

#### 演員陣容
- 天野 絹惠（26） - 香里奈- 香港粵語陳凱婷
- 神保 美姬（47） - 黒木瞳- 香港粵語許盈
- 山內 達也（28） - 高岡蒼甫
- 田渕 優作（35） - 西島秀俊：特別版為山本太郎飾演。香港粵語陳廷軒
- 蜂矢 英明（28） - 小泉孝太郎：高級精品店「蔻蒂」（GOLDY）的採購。優作的對手。香港粵語李凱傑
- 佐佐木 凌（23） - 加藤夏希
- 木村 瑞穗（29） - 能世安奈 香港粵語林芷筠
- 林 陽子（31） - 真野裕子（日语：眞野裕子）
- 多村 （27） - 英令奈：美姫的第2助手。從連續劇登場。
- 森 奈津子 - 南明奈
- 天野 真由（18） - IMALU（日语：IMALU）：絹惠的妹妹。與姐姐對比鮮明，喜歡打扮的女高中生，每次都為了購物而遠從栃木來到東京。志願是當上設計師。香港粵語楊善諭
- 星野  - 久保田磨希
- 坂野  - 前原繪理
- 矢野 香 - 福田萌 香港粵語陳皓宜
- 田原 梨香 - 理繪 香港粵語高可慧
- 「The Space」銷售員 - Shihomi（日语：Shihomi）、中園友乃、小林よう、堀切沙織、布施曜子、村瀨葵
- 白川Nicolas Bouquet - 黃川田將也：商品部助理採購。摩洛哥出生，日法混血。（第四集起）
- 商品部採購 - 田村愛、JOSI（日语：JOSI (モデル)）、宮島朋宏、カトウシンスケ、平田佳苗（第4集起）
- 大面 厚 - 佐藤二朗：寢具賣場的部長。
- 尾崎 隆 - 田中哲司：越前屋·經營戰略部總經理。香港粵語潘文柏

#### 客串
- 山本 加代子 - 榊原郁惠：精品店的銷售員（第1集）香港粵語沈小蘭
- 居酒屋店長 - 戶田昌宏（第1·4集）
- 日比谷 忍- 鈴木砂羽：飛貓舍的設計師（第2集）香港粵語沈小蘭
- 日比谷 真紀 - 藤本靜：しのぶの妹（第2集）
- 栗田 - 岡田浩暉：凌的前上司（第2集）
- 水嶋 知子 - 片平渚：老牌絲襪製造廠『Viola』的專職董事（第3集）
- 本鄉 猛 - 西岡德馬：大日本繊維的社長（特別演出，第3集）
- 戶部 和泉 - 中鉢明子：絹惠的同班同學（第4集）
- 高級精品店「蔻蒂」（GOLDY）所有者 - 長棟嘉道（第4集）
- 山內 一義 - 福井友信：達也的父親（第4集）香港粵語林保全
- 山內 由美 - 鷲尾真知子：達也的母親（第4集）香港粵語沈小蘭
- 山內 雄一 - 三浦剛：達也的哥哥（第4集）香港粵語陳卓智
- 山內 杏子 - 大浦理美惠：雄一的妻子（第4集）
- 堀 晴美 - 山田麻衣子：達也的同班同學（第4·5·6集）香港粵語黃紫嫻
- 川原 - 遠山俊也（第5集）
- 達也的上司 - 窪園純一（第5集）
- - 尾高杏奈：的朋友（第6集）
- 小西 麻美 - 中別府葵：漾青春休閒館Cinderrella Town的派遣員工（第6·7集）香港粵語黃紫嫻
- 萩野 - 恆吉梨繪（第6·7集）
- 商品部採購 - 林健、毛利大亮（第7集）
- 宮澤 雪乃 - 奧貫薰：優作的未婚妻→前未婚妻（第7·8集）香港粵語陸惠玲
- 雙葉 公彥 - 中村靖日：人気針織作家（第8集）
- 小學4年集的田渕（回想） - 安西壹哉（第8集）
- 播報百貨公司合併新聞的主播 - 山本浩之（關西電視台主播，第8集）
- 竹內 祐造 - 田山涼成：鞋子工廠「竹內」社長（第9集）香港粵語招世亮
- 蜂矢 俊生（回想） - 谷原章介：英明過世的父親，美姬過世的戀人（友情演出，第9集·10集）香港粵語翟耀輝
- Patrice Keith - Fredric：SHIELA&KEITH的設計師（第10集）香港粵語陳欣
- Steven Allen - IAN MOORE：SHIELA&KEITH的所有人（第10集）
- 宮崎 - 升毅（第10話）香港粵語招世亮
- 石田 - 谷村美月（最終集）

#### 工作人員
- 編劇 - 大島里美
- 導演 - 白木啟一郎（關西電視台）、本橋圭太（as birds（日语：アズバーズ））
- 總製作人 - 重松圭一（關西電視台）
- 製作人 - 佐野拓水（關西電視台）、平部隆明（堀製作）
- 音樂 - 野崎良太（Jazztronik）
- 主題曲 - 坂詰美紗子
- 製作協力 - 堀製作
- 製作著作 - 關西電視台

#### 播出清單
| 各集                                                       | 播出日         | 日文標題 | 中文標題（暫譯）               | 導演       | 收視率 |
| ---------------------------------------------------------- | -------------- | -------- | ------------------------------ | ---------- | ------ |
| 第1集                                                      | 2009年10月13日 |          | 老土OLvs美人鬼部長             | 白木啟一郎 | 9.8%   |
| 第2集                                                      | 2009年10月20日 |          | 你真的很老土！                 | 白木啟一郎 | 10.0%  |
| 第3集                                                      | 2009年10月27日 |          | 惡魔部長要收弟子               | 白木啟一郎 | 11.2%  |
| 第4集                                                      | 2009年11月03日 |          | 單身退散！結婚吧               | 本橋圭太   | 12.5%  |
| 第5集                                                      | 2009年11月10日 |          | 為誰而活？婚姻與淚水           | 本橋圭太   | 10.6%  |
| 第6集                                                      | 2009年11月17日 |          | 戀愛的戰鬥場與嶄新的時裝       | 白木啟一郎 | 8.9%   |
| 第7集                                                      | 2009年11月24日 |          | 女人的戰爭與生存之道           | 白木啟一郎 | 9.9%   |
| 第8集                                                      | 2009年12月01日 |          | 獲得針織王子大作戰             | 本橋圭太   | 9.8%   |
| 第9集                                                      | 2009年12月08日 |          | 生離別的戀人衝擊的過去！       | 白木啟一郎 | 9.3%   |
| 第10集                                                     | 2009年12月15日 |          | 崩壞的危機與背叛 最後一戰      | 本橋圭太   | 8.3%   |
| 最終集                                                     | 2009年12月22日 |          | 耶誕節的奇蹟！時裝的魔法與淚水 | 白木啟一郎 | 9.3%   |
| 平均收視率9.96%（收視率為關東地區·Video Research公司調查） |                |          |                                |            |        |

#### 原聲帶
- Real Clothes ～Motion Pictures Sound Track / Jazztronik Collection（波麗佳音）

#### 攝影協力
- 崇光百貨 横濱店 2008年版
- 伊勢丹 新宿本店 2009年版

#### 主題曲
- （坂詰美紗子）

#### 法國·巴黎的外景拍攝（第1集）
- 戴高樂廣場邊
- Ladurée/香榭麗舍總店
- Lanvin（浪凡）/總店
- LOUIS VUITTON/香榭麗舍總店
- /巴黎總店
- 里昂車站內的餐廳「Le Train Bleu」
- 塞納河上的Bir-Hakeim橋
- 巴黎聖母院西岱島南側的塞納河對岸

#### 連續劇宣傳節目
在關西電視台等直播（關西電視台於2009年10月10日·12日〔10日重播〕直播）

##### 内容
- 演出者訪談：香里奈、黑木瞳、高岡蒼甫、小泉孝太郎、加藤夏希
- 伊勢丹新宿總店、法國·巴黎的攝影風景、IMALU（日语：IMALU）的驚喜生日祝福等的情況
- Episode 0（正篇前導電視劇）

##### 工作人員
- 構成：山下直美
- Episode 0 電視劇編劇：神田亞希子、鶴藤千華/德永友一
- 製作人：大川肇
- 導演：倉本真誠

## 關連項目
- 日本電視劇
- 關西電視台、富士電視台週二晚間十點連續劇
- 時裝表演

## 腳註
1. ↑  「結構」可解釋成「夠了」、「還可以」、「不要了」、「不用」、「夠意思」與「相當」，依不同的情況有不同的意思解釋。

## 外部連結
- 電視劇官方網站[永久]（日語）
- 電視劇官方網站（页面存档备份，存于）（繁體中文）

| 日本 關西電視台、富士電視台聯播網 週二22點電視連續劇 | 日本 關西電視台、富士電視台聯播網 週二22點電視連續劇 | 日本 關西電視台、富士電視台聯播網 週二22點電視連續劇 |
| ---------------------------------------------------- | ---------------------------------------------------- | ---------------------------------------------------- |
|                                                      | 時尚女王 （2009.10.13 - 2009.12.22）                 |                                                      |
| 戀上吸血鬼 （2009.7.7 - 2009.9.8）                   | 率直男人 （2010.1.12 - 2010.3.16）                   |                                                      |

| 台灣 緯來日本台 一番偶像劇 周一至周五晚間23點 | 台灣 緯來日本台 一番偶像劇 周一至周五晚間23點 | 台灣 緯來日本台 一番偶像劇 周一至周五晚間23點 |
| --------------------------------------------- | --------------------------------------------- | --------------------------------------------- |
|                                               | 時尚女王 （2010.6.15 - 2010.6.29）            |                                               |
| 單身女萬歲 （2010.6.1 - 2010.6.14）           | 零秒出手 （2010.6.30 - 2010.7.14）            |                                               |
| 週一至週五 21:00至22:00 （雙時段播出）        |                                               |                                               |
| 單身女萬歲 （2010.6.2 - 2010.6.15）           | 時尚女王 （2010.6.15 - 2010.6.29）            | 零秒出手 （2010.7.1 - 2010.7.15）             |

| 香港 無綫劇集台 星期六 17:30-19:15 （每次播映兩集） | 香港 無綫劇集台 星期六 17:30-19:15 （每次播映兩集） | 香港 無綫劇集台 星期六 17:30-19:15 （每次播映兩集） |
| --------------------------------------------------- | --------------------------------------------------- | --------------------------------------------------- |
|                                                     | 真我霓裳 （2010.08.14 - 2010.09.18）                |                                                     |
| 妙手蘭心 （2010.07.10 - 2010.08.07）                | 螢之光2 （2010.09.25 - 2010.10.30)                  |                                                     |
| 香港 無綫電視J2 週六晚上時段 21:35至22:35           |                                                     |                                                     |
| 散工買樓夢 （2011.08.27 - 2011.10.29）              | 真我霓裳 （2011.11.05 - 2012.01.14）                | 散工買樓夢．完結篇 （2012.1.21）                    |
| 香港 高清翡翠台 星期日09:00-11:00                   |                                                     |                                                     |
| 妙手蘭心 （2012.08.19 - 2012.09.16）                | 真我霓裳 （2012.09.23 - 2012.10.28）                | 美丘 （2012.11.04 - 2012.12.09）                    |